# Anacolus sanguineus
Anacolus sanguineus (лат.) — вид жуков-усачей из подсемейства прионин, описанный в 1825 году Амадеем Лепелетье и Жаном Гийомом Одине-Сервилем под названием Prionus sanguineus. Распространён от Панамы до юго-восточной Бразилии — штата Рио-де-Жанейро, и на Коста-Рике. Единственный представитель рода Anacolus. Первый членик лапок передних ног двулопастной.